# Laurent de La Hyre

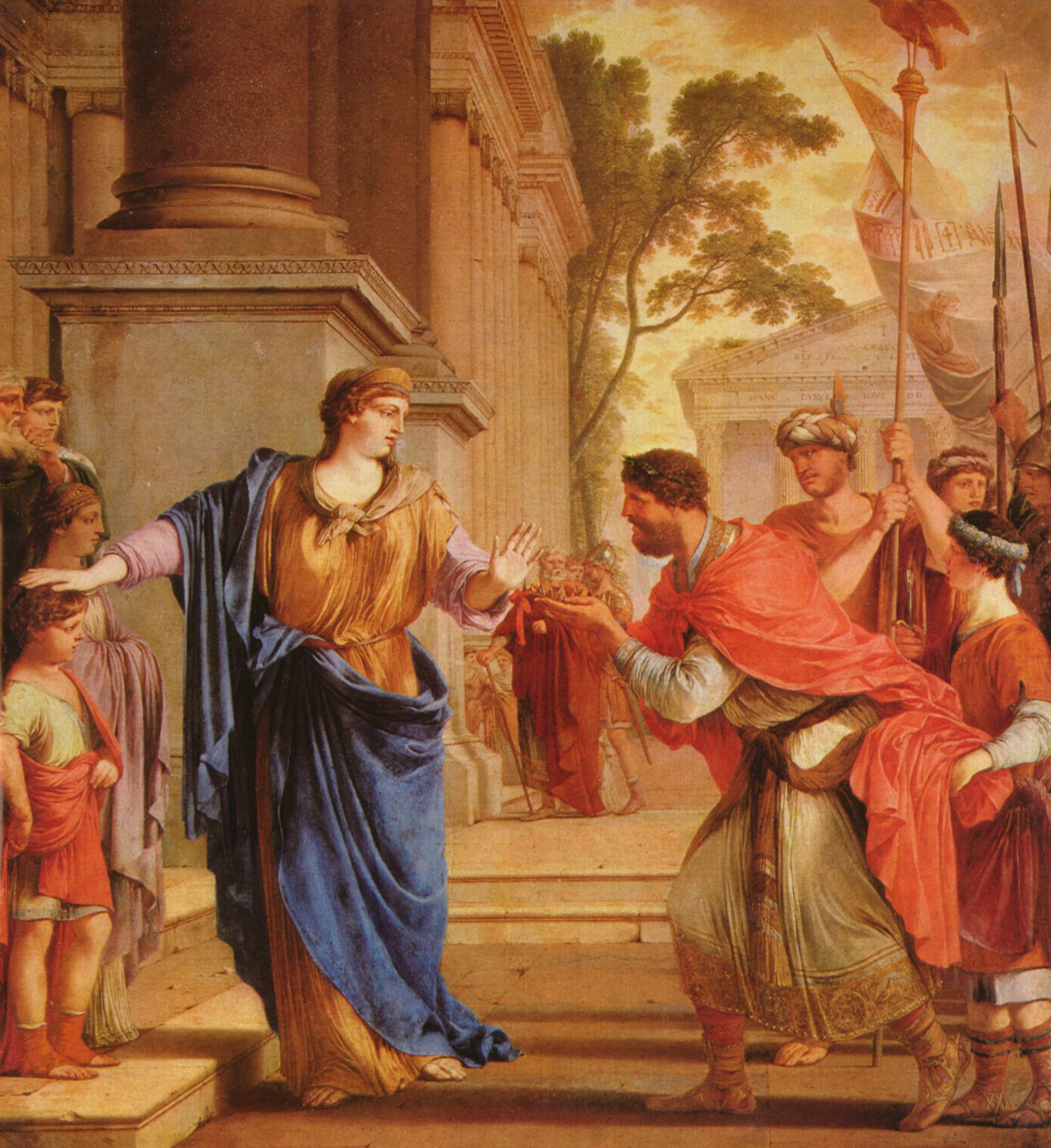
Laurent de La Hyre: Cornelia rechaza la corona de los Tolomeos, 1646 (Museo de Bellas Artes de Budapest).

Laurent de La Hyre (París, 27 de febrero de 1606 - 28 de diciembre de 1656) fue un pintor barroco francés.

## Vida y obra
Alumno de Jean-Baptiste Lallemand, su verdadera formación la debió al estudio de las obras del manierista Primaticcio en el castillo de Fontainebleau. El resultado de esos aprendizajes puede verse en sus primeras obras fechadas en 1630: El papa Nicolás V abriendo la cripta de San Francisco de Asís (Museo del Louvre) y la Adoración de los pastores (Museo de Bellas Artes de Ruan), ambas pintadas para los capuchinos de Marais. Los enmarcamientos arquitectónicos derivan directamente de los paneles pintados en Fontainebleau por Primaticio, pero sus figuras escapan de los modelos manieristas revelando un gusto más clásico.
La Hyre nunca viajó a Italia, pero pudo ver en las colecciones reales y en la de alguno de sus protectores las obras de los maestros venecianos, a los que puede deberse la orientación realista de La Hyre en estos años, en los que pintó para la catedral de Notre Dame de París San Pedro curando al enfermo (1635, Louvre) y dos años después, La conversión de Saulo. Ambos eran encargos del gremio de orfebres de París, que entre 1630 y 1707 mantuvo la costumbre de encargar un cuadro cada año, que se presentaba en el mes de mayo. De los 77 cuadros de varios autores recopilados en ese periodo, sólo subsisten en Notre Dame unos trece, entre ellos La conversión de La Hyre. De este cuadro existe además una versión en grabado, realizada por el mismo autor.
En 1639 La Hyre se casó con la hija del jefe de seguridad o guardaespaldas de Luis XIII de Francia. Ello le permitió integrarse en los círculos cortesanos, y a la muerte de su suegro heredó una fortuna gracias a la cual pudo trasladarse a una casa campestre. Sin las presiones de la clientela, La Hyre pudo volcarse en pintar escenas de mitología y paisajes con ruinas. La influencia dominante en este momento será la del primer Poussin, libremente interpretado. El nacimiento de Baco de 1638 (Museo del Hermitage), puede ser buen ejemplo de la recepción de los modelos de Poussin, con la introducción de ruinas clásicas en un paisaje por lo demás muy personal.
En 1648, fue uno de los miembros fundadores de la Acádemie Royale de Peinture et de Sculpture de París. A partir de estos años y hasta su muerte, la pintura de La Hyre se hace más arcaizante. Sus composiciones con figuras resultan frías, bajo el doble influjo de Poussin y de Philippe de Champaigne, pero al mismo tiempo continuó mostrando interés por los paisajes en los que alcanzaría su estilo más personal, aun cuando en ellos nunca llegue al naturalismo de los maestros flamencos.
Para Anthony Blunt, distando mucho de ser un gran maestro, La Hyre «resume el buen sentido y el buen gusto de la cultura francesa del siglo XVII».

## Galería de obras

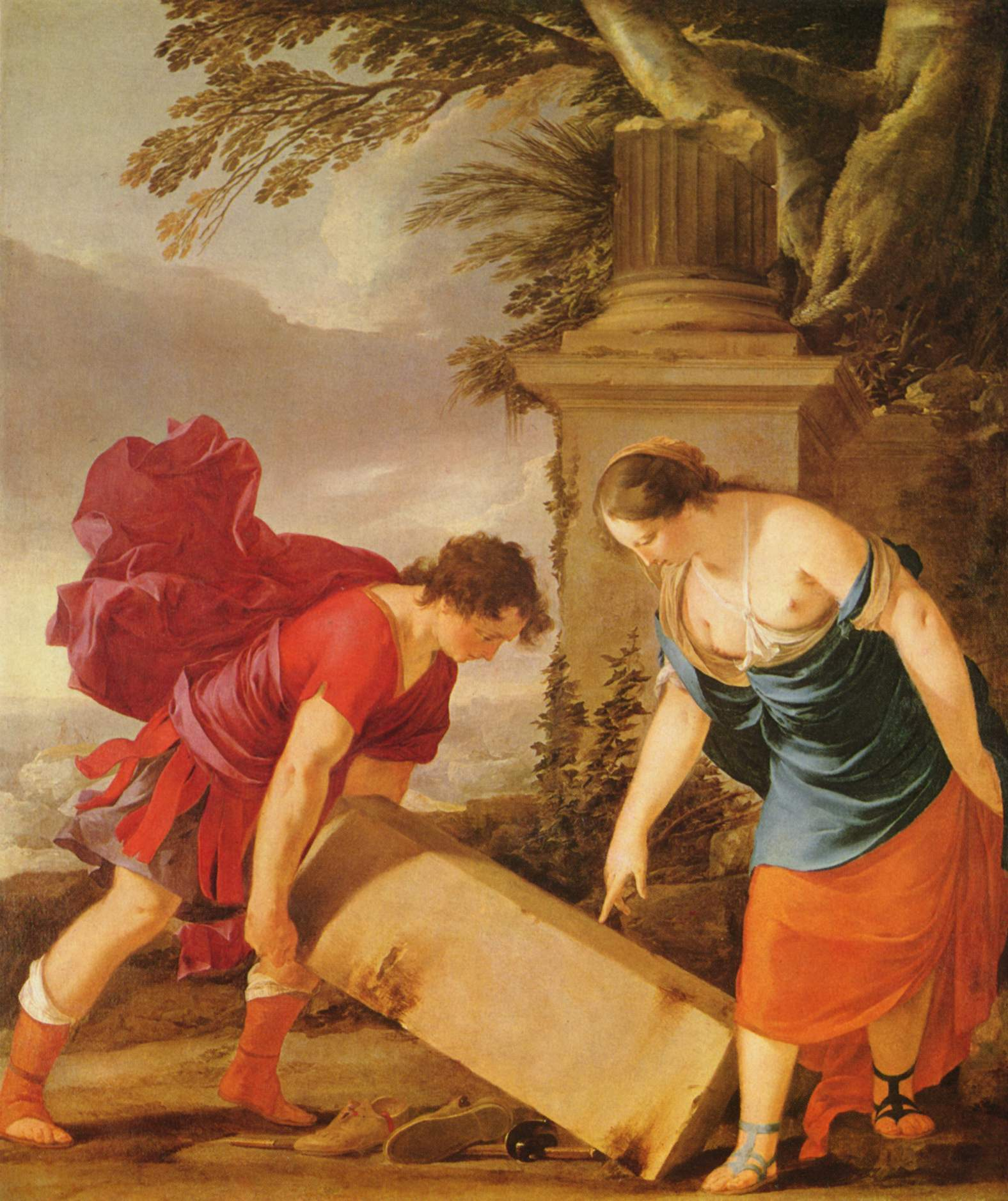
Teseo y Anthra (Museo de Bellas Artes de Budapest)
El sacrificio de Isaac (museo de Orleáns)
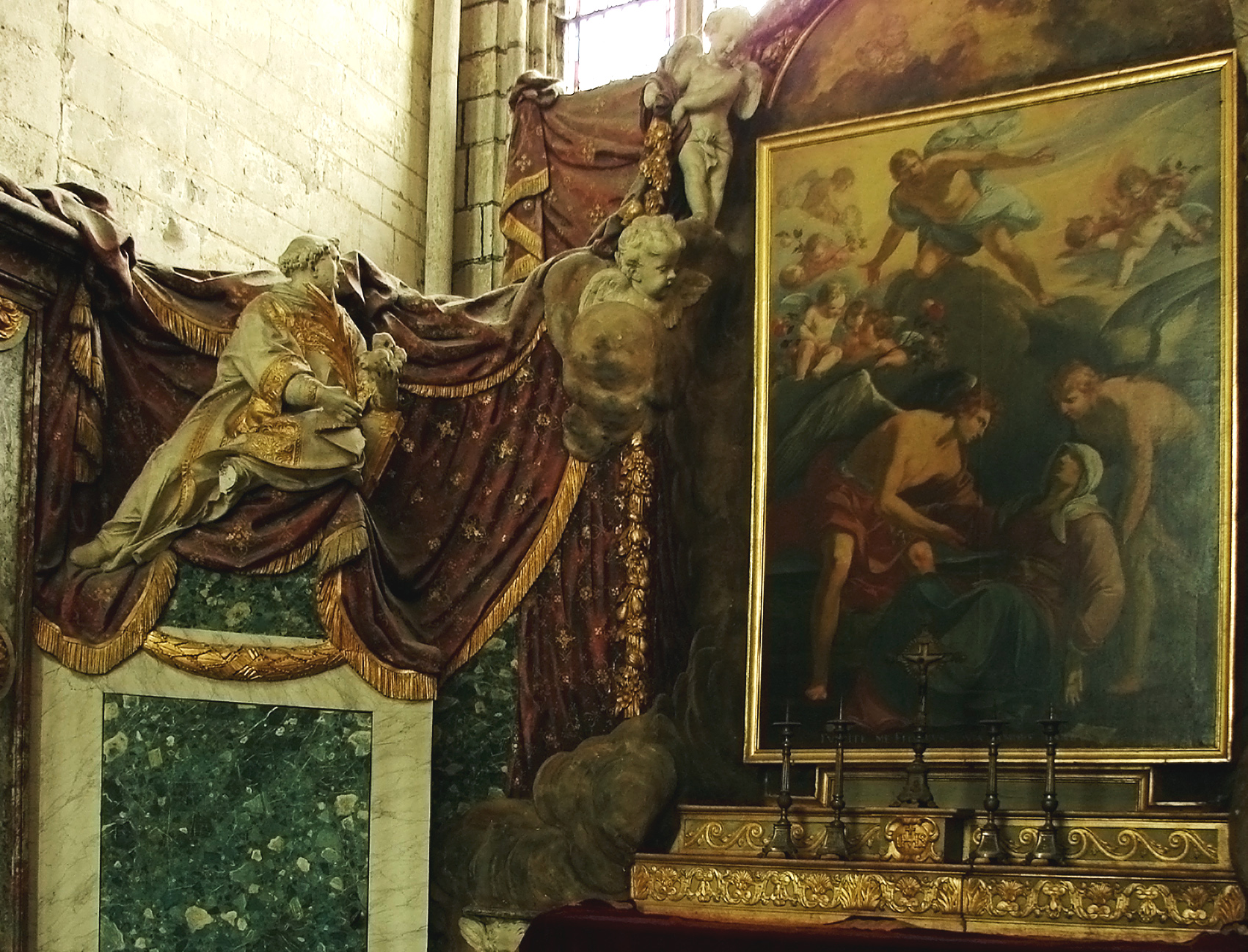
Capilla de Saint-Etienne de la catedral de Amiens, con un cuadro de La Hyre, El desmayo de la Virgen (1628)
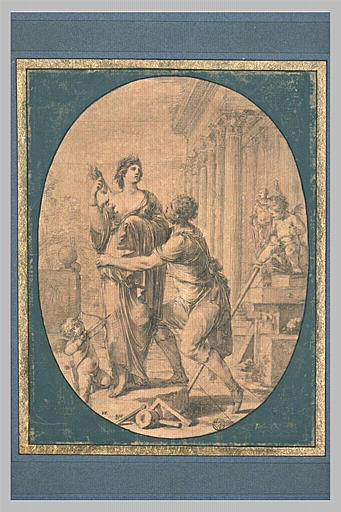
Dibujo de Pigmalión y Galatea (Louvre de París)